# Scorpus
Flavius Scorpus († ca. 95 wahrscheinlich in Rom im Alter von 27 Jahren) war ein Wagenlenker im Römischen Reich unter Kaiser Domitian.

## Leben
Flavius Scorpus wird sowohl auf Inschriften von verschiedenen Grabmälern als auch in Epigrammen vom Dichter Martial erwähnt.
Auf der Grabinschrift des späteren Wagenlenkers Gaius Appuleius Diocles, der 146 oder 147 starb, finden sich der Name „Flavius Scorpus“ und die Anzahl von 2048 Siegen. Der nicht dreiteilige Name lässt als wahrscheinlich erscheinen, dass er ein Freigelassener war: Flavius weist auf den früheren Besitzer hin und der ursprüngliche Name Scorpus auf eine mögliche Herkunft aus dem östlichen Europa. Auf einem Grabstein eines Beamten findet sich eine mit „Scorpus“ beschriftete Abbildung eines Viergespanns mit seinem Lenker.
Von Martial (40–103/4) kommt eine Sterbensaltersangabe von 27 Jahren, er lässt Scorpus folgendes sagen:

“Ille ego sum Scorpus, clamosi gloria Circi,

Plausus, Roma, tui deliciaeque breves,

Invida quem Lachesis raptum trieteride nona,

Dum numerat palmas, credidit esse senem.”

„Ich bin Scorpus, der Glanz und Ruhm des lärmenden Circus,

Roma, dein Händegeklatsch und dein nur kurzer Genuß:

Dir entriß mich nach nur neun Triennien[9 mal 3 Jahren] Lachesis neidisch;

Als sie die Siege gezählt, schien ich ein Greis ihr zu sein.“

Neben einem zusätzlichen Trauergedicht über ihn beklagt sich der Dichter drüber, dass er selbst nur 100 Bleimünzen verdiene, während Scorpus als Sieger 15 Säcke Gold wegschleppe.
Sein früher Tod wird als Hinweis auf einen Tod bei einem Rennen gewertet.

## Rezeption

### Fernsehserie
In der Fernsehserie Those About to Die wird Scorpus von Dimitri Leonidas gespielt.

### Dokumentarfilm
- Terra X: Brot und Spiele – Wagenrennen im alten Rom. 58 Min. Drehbuch und Regie: Jens Monath, Giulia Clark. Deutschland 2019 (Online in der ZDF Mediathek. Video verfügbar bis 19. April 2029).[14]